# Vicente Parra
Vicente Parra Collado (Oliva, La Safor, 5 de febrer de 1931 - Madrid, 2 de març de 1997) va ser un actor valencià.

## Biografia
Comença molt jove en el teatre - integrant-se entre d'altres en les companyies de Luis Prendes i Amparo Rivelles - i en petits papers al cinema. Debuta cinematogràficament el 1949 als 18 anys, de la mà de Ramón Torrado, amb la pel·lícula Rumbo. El 1956 amb El expreso de Andalucía, de Francesc Rovira-Beleta aconsegueix un renom en el món del cinema. El seu moment de major popularitat l'aconsegueix gràcies a ¿Dónde vas, Alfonso XII? (1958), de Luis César Amadori, pel·lícula en la qual interpreta el paper d'Alfons XII, pel qual és recordat. Dos anys després protagonitzava una seqüela titulada ¿Dónde vas, triste de ti?.
Amb posterioritat la seva popularitat va declinar gradualment, entre d'altres raons -segons Enrique del Pozo- perquè va sofrir marginació dins de la professió a causa de ser homosexual. Va reprendre la seva carrera teatral creant la seva pròpia companyia i participant en els muntatges Cita en Senlis (1963) de Jean Anouilh, Cara de plata (1967), Solo Dios puede juzgarme (1969), d'Emilio Romero, El amante complaciente (1969), de Graham Greene o Hilo rojo, en la qual va donar vida a Sigmund Freud.
Entrada la dècada dels setanta, intenta donar un gir a la seva carrera, superant l'etapa de galant, per a donar vida a un psicòpata a La semana del asesino (1972), d'Eloy de la Iglesia. Un any després repeteix experiència amb el mateix director, exercint també com a productor, en el thriller Nadie oyó gritar. Cap dels dos títols va tenir èxit.
Els seus treballs es van anar espaiant, i de la seva última etapa artística destaquen la sèrie de TV Platos rotos (1985), les obres de teatre La jaula de las locas (1977), Isabelita la Miracielos (1978), Isabel, reina de corazones (1983), La barca sin pescador (1984), El cianuro ¿sólo o con leche? (1985), Los ladrones somos gente honrada (1985), La decente (1988) i La noche del sábado (1991) o les pel·lícules Suspiros de España (y Portugal) (1995) i Tranvía a la Malvarrosa (1997), ambdues de José Luis García Sánchez.

## Premis
Medalles del Cercle d'Escriptors Cinematogràfics
| Any  | Categoria    | Pel·lícula            | Resultat  |
| ---- | ------------ | --------------------- | --------- |
| 1972 | Millor actor | La semana del asesino | Guanyador |

- 1958: Premi Triunfo per Rapsodia de sangre.

## Filmografia
- Vuelo 971 (1953) de Rafael J. Salvia
- Patrulla (1954) de Pedro Lazaga.
- Manicomio (1954) de Luis María Delgado.
- El pescador de coplas (1954) d'Antonio del Amo.
- El expreso de Andalucía (1956) de Francesc Rovira-Beleta.
- Fedra (1956) de Manuel Mur Oti.
- El batallón de las sombras (1957) de Manuel Mur Oti.
- Rapsodia de sangre (1957) d'Antonio Isasi-Isasmendi.
- Classe di ferro (1957) de Turi Vasile
- ¿Dónde vas, Alfonso XII? (1958) de Luis César Amadori.
- Pan, amor y... Andalucía (1958) de Javier Setó.
- ¿Dónde vas, triste de ti? (1960) d'Alfonso Balcázar.
- Cariño mío (1961) de Rafael Gil.
- La verbena de la Paloma (1963) de José Luis Sáenz de Heredia.
- Nobleza baturra (1965) de Juan de Orduña.
- Cotolay (1966) de José Antonio Nieves Conde.
- María y la otra (1966) de Fernando Ayala.
- Buenos días, condesita (1967) de Luis César Amadori.
- La guerrillera de Villa (1967) de Miguel Morayta.
- Varietés (1971) de Juan Antonio Bardem.
- La semana del asesino (1972) d'Eloy de la Iglesia.
- El juego del adulterio (1973) de Joaquín Luis Romero Marchent.
- Nadie oyó gritar (1973) d'Eloy de la Iglesia.
- Las largas vacaciones del 36 (1976) de Jaime Camino.
- El espiritista (1976) d'Augusto Fernando.
- La siesta (1976) de Jordi Grau i Solà.
- La guerra de papá (1977) d'Antonio Mercero.
- Cariño mio, ¿qué me has hecho? (1979) d'Enrique Guevara.
- Cuando Almanzor perdió el tambor (1984) de Luis María Delgado.
- Suspiros de España (y Portugal) José Luis García Sánchez
- Tranvía a la Malvarrosa (1996) de José Luis García Sánchez.

## Obres de teatre
- Cheri (1960) de Colette
- Rebelde (1962) d'Alfonso Paso
- Cita en Senlis (1963), de Jean Anouilh.
- El hilo rojo (1966) Denker
- Tan alegre y tan extraño (1966) d'Alfonso Paso
- ¡Aplausos! (1975).
- Vamos a contar mentiras (1979) d'Alfonso Paso
- Isabel, Reina de corazones 1983 Ricardo López Aranda
- El cianuro... ¿solo o con leche? (1985), de Juan Jose Alonso Millán.
- Capullito de alhelí (1985), de Juan Jose Alonso Millán.
- Los ladrones somos gente honrada 1985 Jardel Poncela
- Miau (1986), de Benito Pérez Galdós.
- La decente (1988), de Miguel Mihura.
- Con la mosca en la oreja (1988), de Georges Feydeau.
- Las cuatro mujeres de Juan (1990), de Víctor Fernández Antuña.
- Un millón por una rosa (1990), de María Luisa Luca de Tena.
- La noche del sábado (1991), de Jacinto Benavente.
- El pícaro. Aventuras y desventuras de Lucas Maraña (1992), de Fernando Fernán Gómez.
- Los padres terribles 1996